# Joy Grieveson
Joy Grieveson (eigentlich Elizabeth Joyce Grieveson; * 31. Oktober 1941 in Marylebone) ist eine ehemalige britische Sprinterin.
1962 gewann sie bei den Leichtathletik-Europameisterschaften in Belgrad Silber über 400 m. Bei den British Empire and Commonwealth Games in Perth schied sie für England startend über 220 Yards im Halbfinale aus.
Bei den Olympischen Spielen 1964 in Tokio erreichte sie über 400 m das Halbfinale.
1966 scheiterte sie bei den British Empire and Commonwealth Games in Kingston über 440 Yards im Vorlauf.
1963 und 1965 wurde sie Englische Meisterin über 440 Yards.

## Persönliche Bestzeiten
- 200 m: 24,7 s, 1962
- 400 m: 53,16 s, 14. September 1963, London